# Aleksandar Čotrić
Aleksandar Čotrić, cyr. Александар Чотрић (ur. 25 września 1966 w Loznicy) – serbski aforysta, poeta i polityk, parlamentarzysta, wiceprzewodniczący Serbskiego Ruchu Odnowy.

## Życiorys
Z wykształcenia prawnik. Od 1984 regularnie publikuje aforyzmy w różnych czasopismach. W latach 1992–2005 prowadził własną kolumnę satyryczną w magazynie „Srpska reč”. Jego twórczość była tłumaczona m.in. na język angielski, polski, niemiecki, francuski, słoweńki, rumuński i hiszpański. Członek Związku Literatów Serbskich, a także prezes fundacji noszącej imię Radoje Domanovicia.
Autor zbiorów aforyzmów takich jak Daćemo mi vama demokratiju (1993), Peta kolona (1997), edozvoljene misli (2000), Kratki rezovi (2004), Aforizmi (2007), Gola istina (2008), Postrežimske misli (2008) i inne. Jest również twórcą zbiorów opowiadań, w tym Obeležene priče (2006), Priče pred buđenje (2007) i Tako je govorio Vuk (2007). Laureat serbskich nagród i wyróżnień literackich, nagradzany także na festiwalach w Czarnogórze i Macedonii.
W 1990 zaangażował się w działalność polityczną w ramach Serbskiego Ruchu Odnowy Vuka Draškovicia, w którym w 2010 doszedł do stanowiska wiceprzewodniczącego partii. W latach 1994–2000 i ponownie krótko w 2004 sprawował mandat posła do Zgromadzenia Narodowego. Od 1997 do 2000 był członkiem zarządu miasta w administracji miejskiej Belgradu, odpowiadając za kwestie informacji. W tym samym czasie zasiadał w radzie dyrektorów publicznego nadawcy telewizyjnego Studio B. W pierwszym rządzie Vojislava Koštunicy pełnił funkcję wiceministra ds. diaspory. W 2008 i 2012 ponownie wchodził w skład serbskiego parlamentu w ramienia koalicji skupionych odpowiednio wokół DS i LDP. W 2014, 2016, 2020, 2022 i 2023 otrzymywał miejsca na liście wyborczej organizowanej przez Serbską Partię Postępową, które pozwalały mu uzyskiwać reelekcję na kolejne kadencje.